# National Intelligence Agency (Stati Uniti d'America)
La National Intelligence Agency (in italiano "Agenzia nazionale di intelligence"; in sigla NIA) era una sottorganizzazione della CIA degli Stati Uniti d'America, che era in vigore dal 1947. Ai sensi di legge dell'Intelligence Reorganization Act del 1992, la NIA ha perso la maggior parte della sua autonomia con la CIA. Prima di questo momento, la NIA ha esercitato in modo indipendente, ed è stata più strettamente associata alla National Security Agency.
La NIA ha impiegato sia civili che membri delle forze armate degli Stati Uniti d'America. La NIA ha anche donato alcune onorificenze a militari e civili per i servizi svolti all' interno dell'agenzia. Il più alto di questi è noto come la National Intelligence Distinguished Service Medal.